# تشارلز غليسون
تشارلز غليسون (1845 في نيوزيلندا - 1931) (بالإنجليزية: Charles Gleeson)‏ هو لاعب كريكت نيوزلندي.

## وصلات خارجية
- تشارلز غليسون على موقع إي آس بي آن كريك إنفو (الإنجليزية)